# Planetoid
Planetoid (podoben planetu) se nanaša na majhna nebesna telesa z določenimi lastnostmi planetov ali pritlikavih planetov. Odvisno od rabe se lahko izraz nanaša na:
- asteroide
- pritlikave planete
- telesa Kuiperjevega pasu
- mala telesa Osončja
- čezneptunska telesa